# Spartacus : La Guerre des damnés
Pour les articles homonymes, voir Spartacus (homonymie).
Chronologie
Spartacus : Vengeance
Spartacus : La Guerre des damnés (Spartacus: War of the Damned) est la troisième et dernière saison de la série télévisée américaine Spartacus créée par Steven S. DeKnight et diffusée du 25 janvier au 13 avril 2013 sur la chaîne Starz aux États-Unis. Cette ultime saison est composée de dix épisodes.
En France, la saison a été diffusée pour la première fois sur la chaîne payante Orange Cinéchoc du 2 au 30 juin et sur la chaîne gratuite W9 du 23 novembre au 14 décembre 2014.

## Description

### Résumé
Spartacus a vaincu définitivement le tribun militaire Glaber. Sa réputation a alors motivé de nombreux esclaves à le rejoindre dans sa révolte. À la tête de cette armée, il défie une nouvelle fois Rome et défait les armées envoyées contre lui. Les deux derniers généraux qui s'opposent à lui n'ont plus les moyens de résister. Car les trois autres doivent combattre les autres menaces de Rome (Mithridate et ses grecs, les Pirates et Sertorius). Ils demandent donc le secours de Crassus, l'homme le plus riche de Rome. Celui-ci accepte de les aider et lève sur ses fonds propres une puissante armée. Spartacus, craignant d'être pris entre deux fronts, monte une expédition pour assassiner les deux généraux. Se retrouvant sans chef, l'armée de ceux-ci se débande alors à l'approche des forces de Spartacus. Les esclaves ne les poursuivent pas car l'hiver approche. Manquant de ressources, ils préfèrent s'emparer de Sinuessa, une riche cité côtière. De son côté Crassus recrute le tribun militaire Jules César pour mener l'avant-garde de son armée au côté de son fils Tiberius.
Spartacus négocie alors avec des pirates ciliciens pour qu'ils ravitaillent son armée en blé. César s'infiltre dans la cité des rebelles et se fait passer pour un esclave en fuite. Il pousse alors Crixus, l'un des lieutenants de Spartacus à se détourner de lui. Crassus paye les Ciliciens pour qu'ils trahissent Spartacus. Il fait cacher des soldats dans les cales des bateaux ciliciens pour qu'ils débarquent dans la cité. Aidés par César, les soldats ouvrent une porte de Sinuessa. Les Romains s'emparent alors de la ville, mais Spartacus et son armée ont le temps de s'échapper par une autre porte. Ils se réfugient sur le promontoire neigeux qui surplombe la ville. Cependant, ils constatent que devant eux se dresse une immense palissade romaine qui bloque leur progression. Ils essayent en vain de s'emparer de la palissade, mais elle est bien gardée et protégée par un profond fossé. Pendant ce temps, l'armée de Crassus s'avance près du camp des rebelles. C'est alors qu'une tempête de neige s'abat sur les rebelles. De nombreuses personnes meurent alors de froid. Avec l'énergie du désespoir, les rebelles comblent le fossé avec les corps de leurs morts puis parviennent à franchir la palissade et s'enfuient. Ils décident alors de se séparer en deux groupes. Crixus et les plus belliqueux décident de partir piller Rome. Spartacus et les autres veulent eux quitter l'Italie en franchissant les Alpes. Crassus parvient à rattraper le premier groupe avant qu'il n'arrive à Rome. Crixus est alors tué et son armée est défaite.
Le général romain Pompée et son armée reviennent victorieux d'une guerre en Espagne contre Sertorius. Se voyant menacé de toute part, Spartacus met au point un piège pour capturer Crassus. Il rate son coup mais parvient cependant à mettre la main sur le fils de Crassus, le jeune Tiberius. Pour se venger de tous les torts que lui a fait le Romain, il fait combattre le jeune homme dans un combat de gladiateurs. Spartacus décide ensuite d'affronter l'armée de Crassus pour laisser aux femmes et aux enfants de son armée le temps de fuir. En large infériorité numérique, les rebelles sont écrasés par les Romains. Les survivants sont alors crucifiés sur la via Appia qui relie Rome à Capoue. De son côté, le général Pompée attaque le groupe des femmes et des enfants et les massacre. Spartacus, grièvement blessé, est amené par quelques compagnons jusqu'à la frontière des Alpes où il décède. Les rebelles survivants s'enfuient vers la liberté après avoir pleuré Spartacus.

### Conclusion
Les personnages suivants sont encore en vie à la fin de la série : Agron, Belesa, Laeta, Nasir, Sibyl chez les rebelles et Jules César, Marcus Crassus, Metellus et Opelia chez les Romains.
Le fait qu'il soit encore en vie fait d'Agron l'unique survivant de la maison Batiatus. Spartacus, Crixus, Naevia, Mira, Oenomaus et Gannicus (crucifié mais encore vivant à la fin de la série) étant décédés.

## Distribution et personnages
- Liam McIntyre (VF : Adrien Antoine) : Spartacus
- Manu Bennett (VF : Gilles Morvan) : Crixus
- Dustin Clare (VF : Laurent Morteau) : Gannicus
- Dan Feuerriegel (VF : Charles Borg) : Agron
- Jenna Lind (VF : Olivia Nicosia) : Kore
- Kelvin Taylor : Kraynos
- Anna Hutchison (VF : Julie Turin) : Laeta
- Barry Duffield (VF : Werner Kolk) : Lugo
- Cynthia Addai-Robinson (VF : Flora Kaprielian) : Naevia
- Pana Hema Taylor (VF : Brice Ournac) : Nasir
- Simon Merrells (VF : Frédéric Van Den Driessche) : Marcus Licinius Crassus
- Ellen Hollman (VF : Margaux Laplace) : Saxa
- Christian Antidormi (VF : Yoann Sover) : Tiberius Licinius Crassus
- Blessing Mokgohloa (VF : Sidney Kotto) : Castus
- Todd Lasance (VF : Damien Ferrette) : Jules César
- Gwendoline Taylor (VF : Chloé Renaud) : Sibyl
- Heath Jones (VF : Glen Hervé) : Donar
- Roy Snow : commandant Rufus
- Jason Lambert	: Brictius
- Colin Moy : sénateur Quintus Metellus
- Ditch Davey (VF : Stéphane Roux (en)) : Nemetes
- Anthony Ray Parker : Sanus
- Luna Rioumina : Belesa
- Vince Colosimo : Heracleo
- Aaron Jakubenko (VF : William Leplat) : Sabinus
- Charlie Bleakley : Ulpianus
- Ayse Tezel : Canthara
- T. Ann Manora : Opelia
- Joel Tobeck : Pompée
- Richard Norton : Gladiateur Hilarus, maitre d'arme de Marcus Licinius Crassus.

Seuls les personnages de Castus, Heracleo, Crixus, Gannicus, Jules César, Marcus Crassus, Pompée, Quintus Metellus et Spartacus ont réellement existé.
Classés par présence par épisodes :

10 : Agron, Crixus, Gannicus, Kore, Kraynos, Laeta, Lugo, Naevia, Nasir, Marcus Crassus, Saxa, Spartacus, Tiberius Crassus ; 9 : Castus, Jules César, Sibyl ; 7 : Donar, Rufus ; 5 : Brictius, Metellus, Nemetes, Sanus ; 4 : Belesa, Heracleo, Sabinus et Ulpianus ; 3 : Opelia.
Version française
- Société de doublage : Audiophase[12]
- Direction artistique : Régis Reuilhac[12]
- Adaptation des dialogues : Rachel Campard et François Vidal[12]
- Enregistrement et mixage : Mathieu Langlet[12]

Source VF : Doublage Séries Database

Photos des acteurs principaux
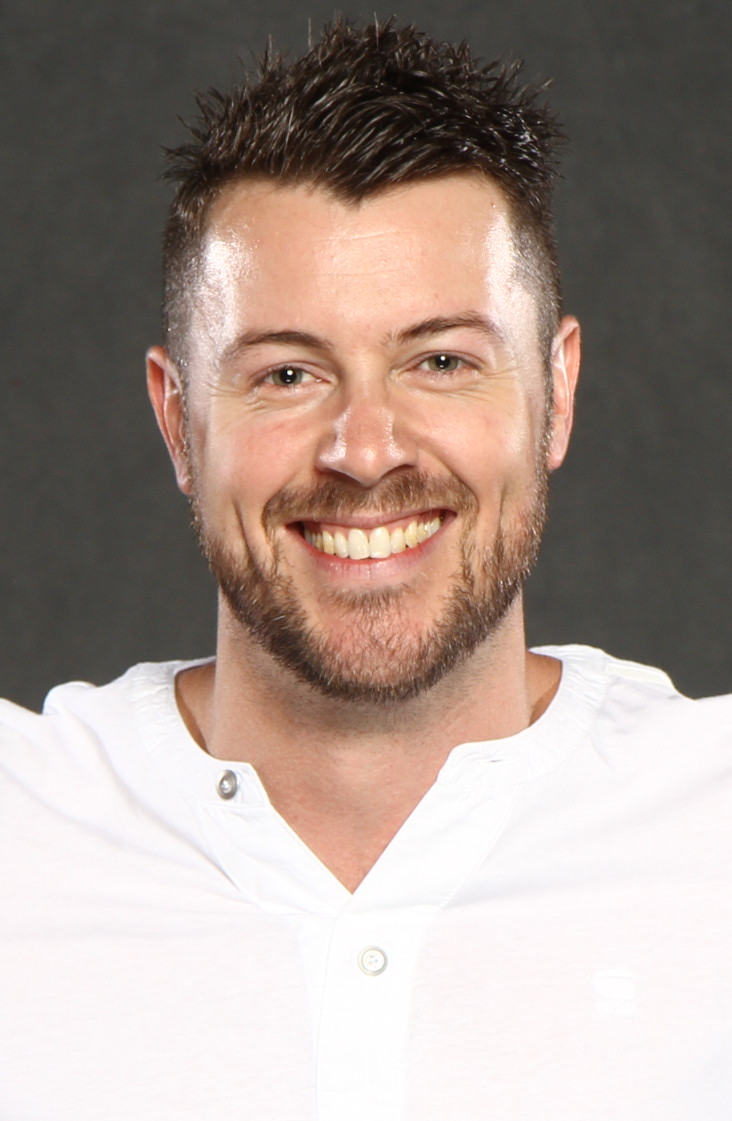
Dan Feuerriegel interprète Agron
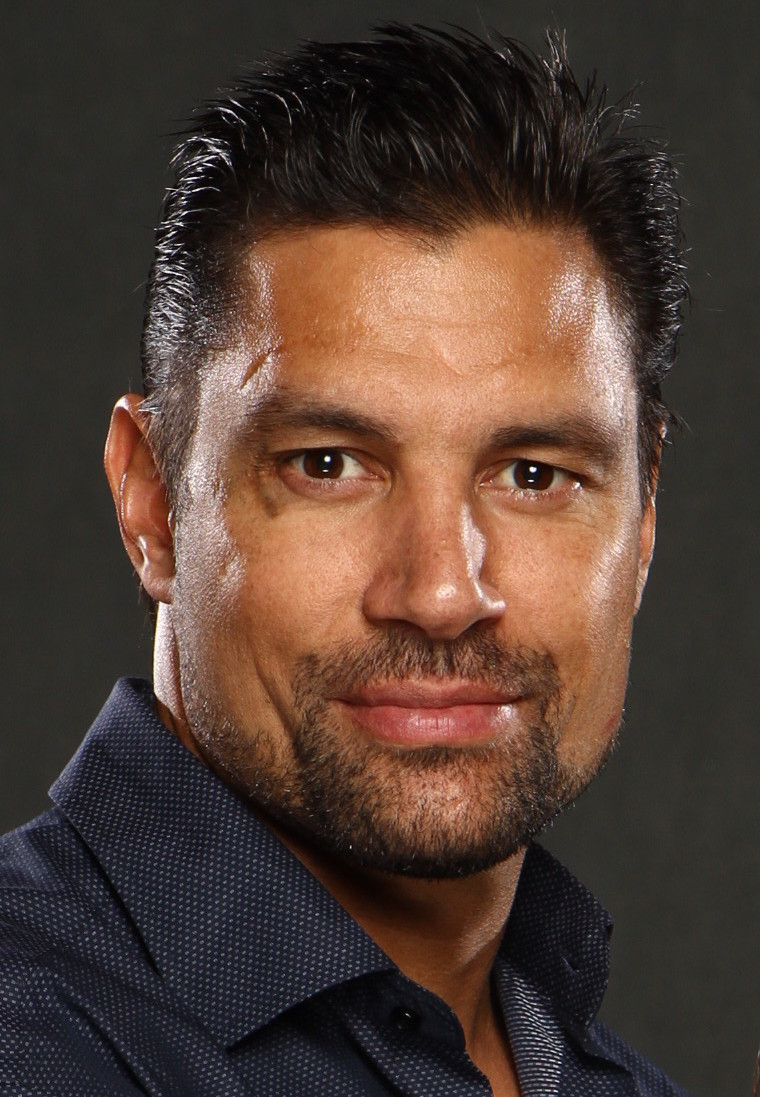
Manu Bennett interprète Crixus
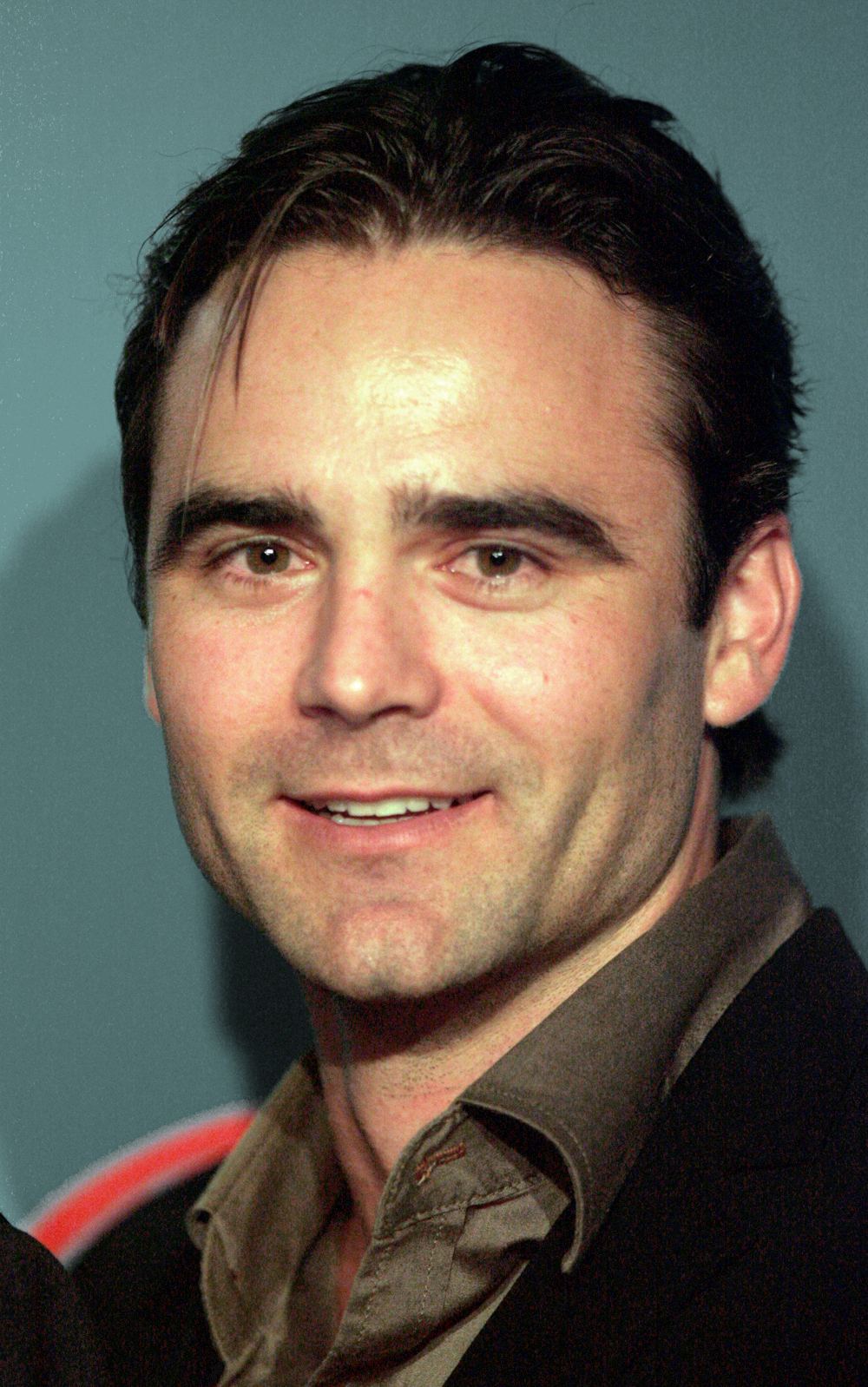
Dustin Clare interprète Gannicus
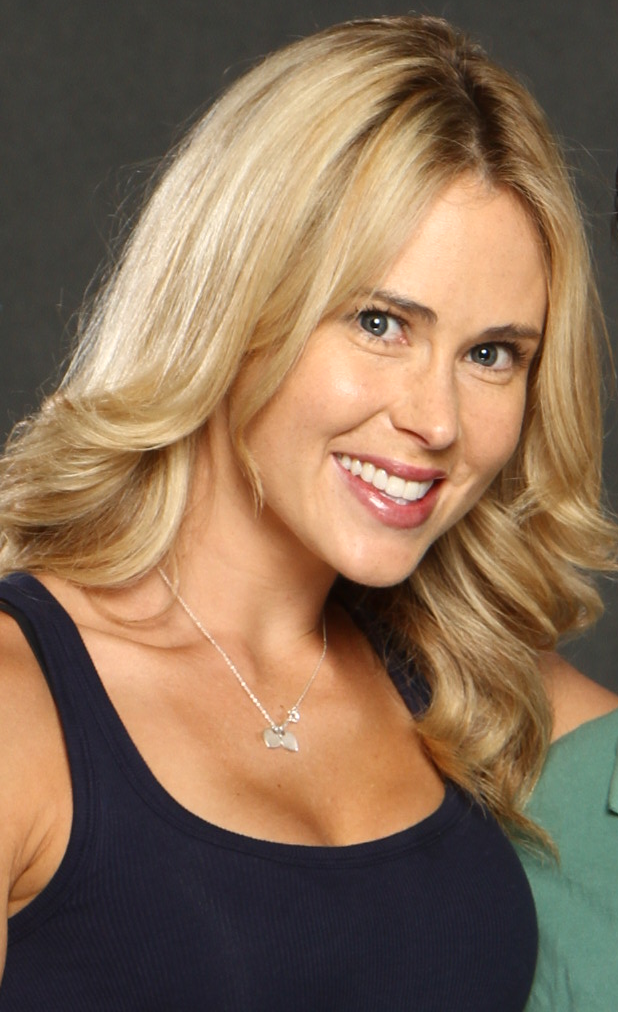
Anna Hutchison interprète Laeta
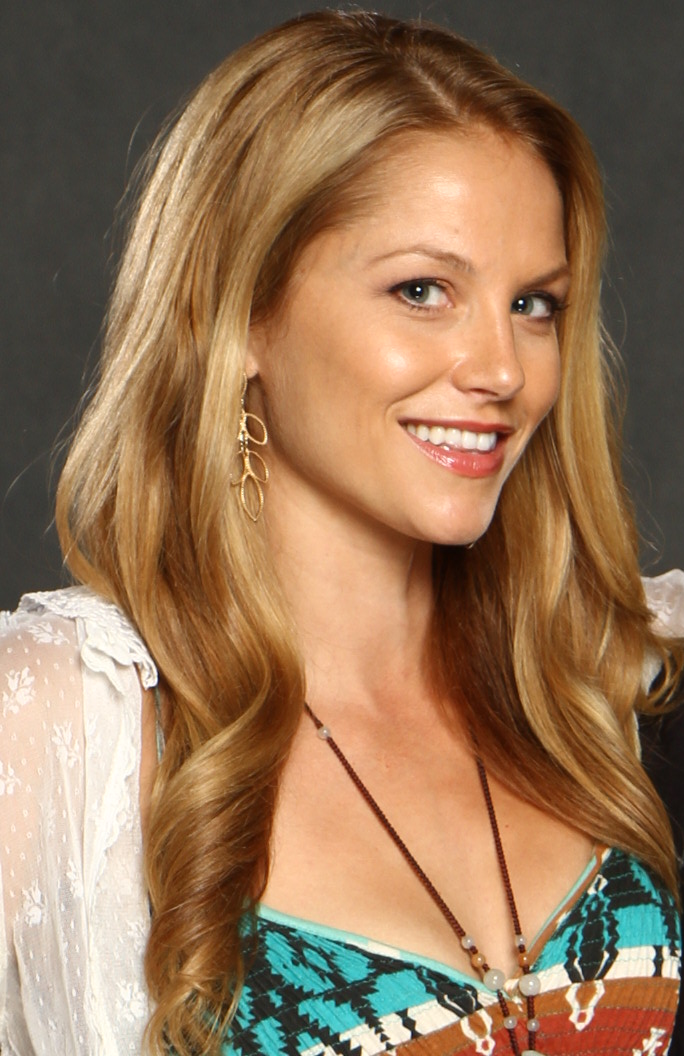
Ellen Hollman interprète Saxa
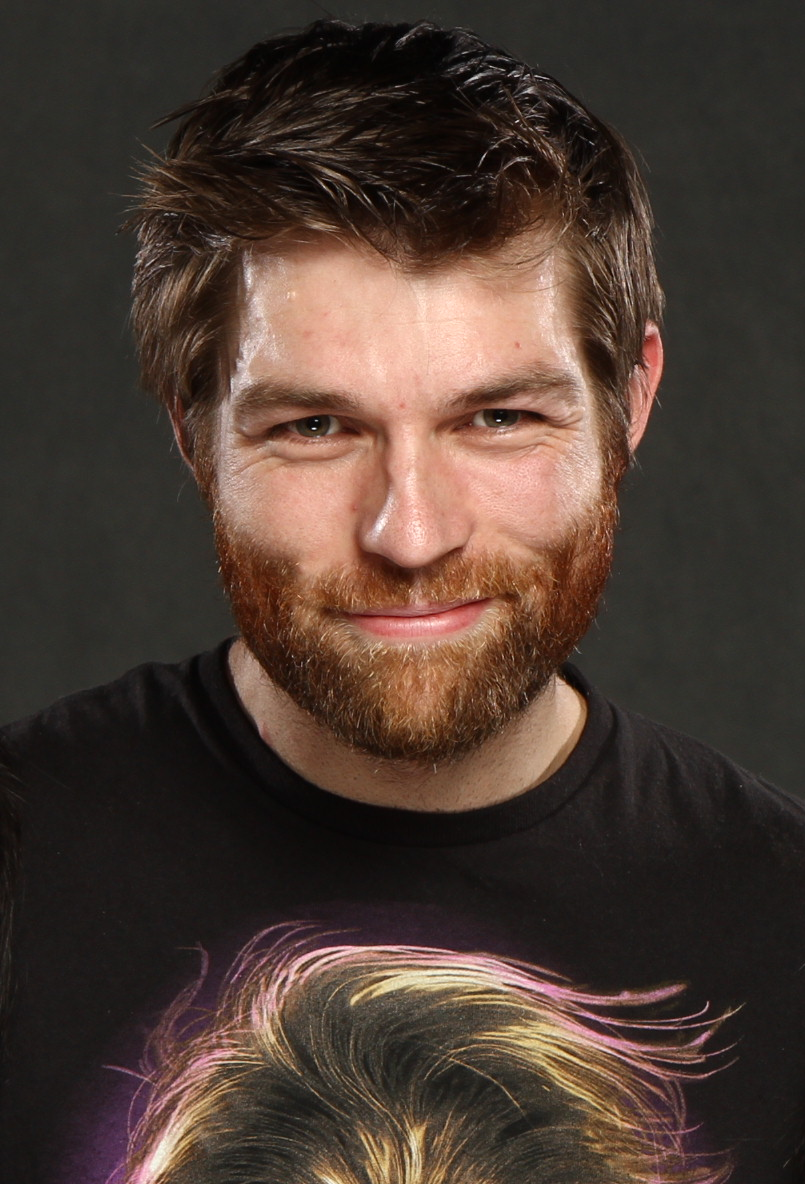
Liam McIntyre interprète Spartacus

## Production

### Développement
Le 4 juin 2012, Starz annonce que la troisième saison de Spartacus sera la dernière. Steven S. DeKnight, le créateur de la série, dit à ce sujet : « Plus je plongeais dans l'histoire de Spartacus et plus elle devenait répétitive. […] Nous avons donc décidé d'utiliser la meilleure partie de cette longue lutte contre les Romains. Nous allons condenser tout ça sur dix épisodes et finir la série en beauté. »

### Tournage
Le tournage a débuté en été 2012 et s'est déroulé au studio Mount Wellington à Auckland en Nouvelle-Zélande tout comme les trois autres saisons de Spartacus.

### Casting
Le 7 novembre 2011, avant même la diffusion de la deuxième saison, la chaîne américaine Starz a annoncé le renouvellement de la série pour une troisième saison . Le 14 mars 2012, c'est une partie de la nouvelle distribution qui est dévoilée : Todd Lasance et Simon Merrells interpréteront respectivement Jules César et Marcus Crassus.

### Fiche technique
- Titre original : Spartacus: War of the Damned
- Titre français : Spartacus : La Guerre des damnés
- Création : Steven S. DeKnight
- Réalisation : : Michael Hurst
- Scénario : Steven S. DeKnight
- Musique : Joseph LoDuca
- Production : Steven S. DeKnight, Aaron Lam, Joshua Donen, Sam Raimi, Paul Grinder, Chloe Smith et Robert Tapert.
- Société de production : Starz
- Pays d'origine :  États-Unis
- Langue originale : anglaise
- Format : couleur - 1,78:1 - son Dolby Digital
- Genre : Péplum
- Durée : 60 minutes

## Liste des épisodes

### Épisode 1:Ennemis de Rome
- États-Unis /  Canada : 25 janvier 2013
- France : 
  - 2 juin 2013 sur OCS Choc
  - 23 novembre 2014 sur W9

### Épisode 2:Des loups à la porte
- États-Unis /  Canada : 1er février 2013
- France : 
  - 2 juin 2013 sur OCS Choc
  - 23 novembre 2014 sur W9

### Épisode 3:Des hommes d'honneur
- États-Unis /  Canada : 8 février 2013
- France : 
  - 9 juin 2013 sur OCS Choc
  - 30 novembre 2014 sur W9

### Épisode 4:Décimation
- États-Unis /  Canada : 22 février 2013
- France : 
  - 9 juin 2013 sur OCS Choc
  - 30 novembre 2014 sur W9

### Épisode 5:Frères de sang
- États-Unis /  Canada : 1er mars 2013
- France : 
  - 16 juin 2013 sur OCS Choc
  - 30 novembre 2014 sur W9

### Épisode 6:Prises de guerre
- États-Unis /  Canada : 8 mars 2013
- France : 
  - 16 juin 2013 sur OCS Choc
  - 7 décembre 2014 sur W9

### Épisode 7:Mors Indecepta
- États-Unis /  Canada : 15 mars 2013
- France : 
  - 23 juin 2013 sur OCS Choc
  - 7 décembre 2014 sur W9

### Épisode 8:Chacun sa route
- États-Unis /  Canada : 22 mars 2013
- France : 
  - 23 juin 2013 sur OCS Choc
  - 7 décembre 2014 sur W9

### Épisode 9:Les Morts et les mourants
- États-Unis /  Canada : 5 avril 2013
- France : 
  - 30 juin 2013 sur OCS Choc
  - 14 décembre 2014 sur W9

### Épisode 10:Victoire
- États-Unis /  Canada : 12 avril 2013
- France : 
  - 30 juin 2013 sur OCS Choc
  - 14 décembre 2014 sur W9

## Réception
L'Express indique que le final est héroïque. Xavier Leherpeur de Studio Ciné Live donne à la saison trois étoiles sur quatre. Il indique que « testostérone, sexe et sang sont au programme. Avec le charme (et les muscles) de Liam McIntyre ».

## DVD/Blu-Ray en France
- Spartacus : La Guerre des damnés - Coffret intégral de la Saison 3 sortie le 17 décembre 2014 en DVD et Blu-Ray[19].